# Mihael Pongračić
Mihael Pongračić (Đakovo, 24. kolovoza 1993.) hrvatski je nogometaš koji igra na poziciji lijevog krila. Trenutačno igra za Dračice Đakovo.